# 和三盆

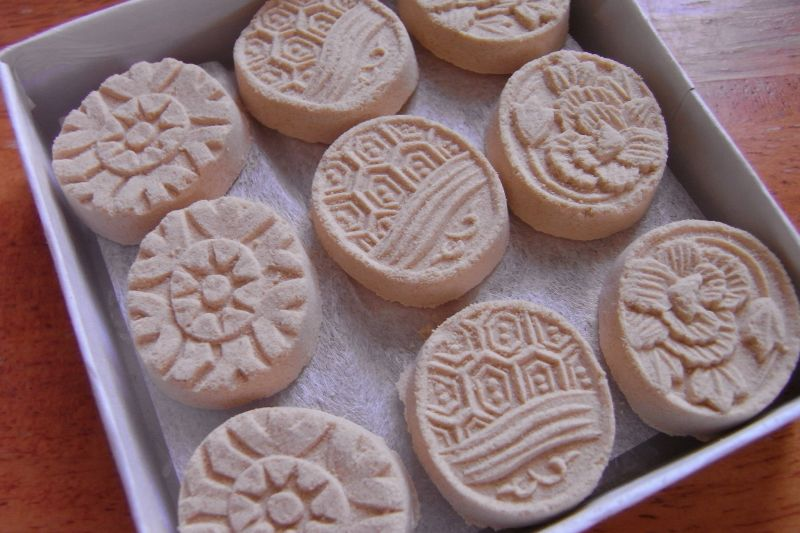
和三盆で作られた干菓子の一例

和三盆（わさんぼん）は、主に香川県や徳島県で伝統的に生産されている砂糖（含蜜糖）の一種である。和三盆糖（わさんぼんとう）ともいう。和菓子などによく使用されることから、その産地として京都府などのイメージを持たれることも多いが、生産される和三盆糖のほぼすべてが香川県や徳島県で造られたものである。産地や製法によってその見た目や風味が大きく異なり、その差は和三盆糖に含まれる糖蜜の量による。産業化以前にはたいへん貴重であった美麗な色、細やかな粒子、口溶けの良さや、後に引かないすっきりとした甘さが特徴的である。三盆の名は、「盆の上で砂糖を三度『研ぐ（とぐ）』」という日本で工夫された独自の精糖工程から来たもので、国産高級砂糖の一つである。また、その言葉の類似から「三温糖」と混同されることも多いが、この2つはまったく関係のない別の物である。漢字の異なる和讃盆は一般名ではなく、特定のブランドである。

## 歴史
日本では江戸時代に砂糖の存在がすでに知られていたが、サトウキビの栽培地は南西諸島に限られており、造られる砂糖も黒砂糖が一般的であった。
日本の砂糖造りは、徳川吉宗が享保の改革において全国に糖業を奨励したことにより、全国に広まった。

### 讃岐和三盆
高松藩では、五代藩主松平頼恭の命により、医師池田玄丈が砂糖造りの研究を始めた。その後弟子の向山周慶（）が後を継ぎ、砂糖キビの栽培および製糖法の研究を進めていた。
あるとき、向山周慶は、お遍路の途中で病気に罹り、行き倒れになっている人を治療して助けた。この人は薩摩藩奄美大島出身の関良介（せきのりょうすけ）という人で、砂糖造りをしたことがある人だった。
そこで、向山周慶は砂糖造りを教えて欲しいと頼んだところ、関良介は命の恩人の頼みを聞き入れ、藩外へ持ち出し禁止のサトウキビを讃岐地方で育てた。
そしてまず寛政2年（1790年）黒糖を造ることに成功し、寛政11年（1799年）には讃岐の地で初めて白砂糖造りに成功した。この白砂糖が讃岐和三盆の始まりになる。高松藩は向山周慶と彼の推薦した砂糖作りの手練れの者1名を指導者として藩内で砂糖製造を広める方針を取り、その指導を求めるものは5人組で藩に届け出るようにと通達した（指導を行うにあたって教える側が向山周慶ともう1名しかいなかったので効率よく多くの者に教授するために5人組としたと言われている）。その際に伝授を希望する5人の百姓の名前と村名を書いた文書を自分の村の管轄の政所（庄屋）に提出するようにというお触れを出した。この届出に「門外不出を守ります」と誓文を付け加えている例があるが、この誓文は飽くまで形式上のものであり、高松藩の政策は製法を広めるというものであり、門外不出は藩からの指示ではなく教授を願う側（5人組）が請願書を書くに際して自ら使用した言わば挨拶程度のものに過ぎない。つまりは砂糖の製法を高松藩が当初から門外不出としたとする説は明らかな誤りであり、むしろ高松藩ではこの砂糖の製法を藩内に出来るだけ広めて砂糖を藩外輸出品とする目的があった。その証明ともいえる事柄として砂糖の生産農家が高松藩では増え過ぎてしまい、20年後には米の生産が不足する事態となり、慌てた高松藩は以降は砂糖農家になることを禁ずると触れを出している。当初の砂糖製法の伝授を希望する者は5人組で請願書を出すようにという藩からの通達に応じて政所に出したものと思われる文書が三谷製糖に残っている（奉願口上で始まるもの）。この三谷製糖に残っているような文書が藩内の至る村から5人連署で藩に出されたものである。その後、文化5年（1808年）引田相生南野村の糖業家であった新兵衛によって「押船・かい練り法」が編み出され、白砂糖から「三盆白」となった。そして天保11年（1840年）、久米富士太郎なる人物により「セッカイ製法」とよばれる製法が確立され、現在に至る和三盆が完成した。

### 阿波和三盆
徳島藩では、板野郡引野村の山伏、玉泉（のちの丸山徳弥、1754年頃 - 1827年）が、この地に立ち寄った九州の遍路から甘蔗（サトウキビ）の話を聞き、1776年（安永5年）日向国延岡に渡る。旅の修験者として栽培・貯蔵法を探り、甘蔗を竹杖に隠して持ち帰った。甘蔗は順調に増殖し、玉泉は製糖法探究のため数年後に再度延岡に渡った。帰国後は独力で、甘蔗の栽培法や製糖法の研究に取り組み、1798年（寛政10年）頃には三盆糖の製造に成功したとされるが、それらを示す明確な資料は無い。徳島藩の奨励もあって甘蔗栽培は急速に広がり、阿波を代表する一大産業に発展した。阿波砂糖の最盛期は天保 - 文久年間の約30年間で、最盛期の甘蔗作付け面積 2,500 ha、甘蔗生産量 75,000 t、白下糖生産量 9,487 t、白砂糖 3,450 t と推定されている。
讃岐和三盆は、そのすべてが献上品として高松藩に納められていたため、藩の特産品であるにもかかわらず、地元の人にはその存在すら知られていないという状態が長く続いていた。一方、阿波和三盆は貴重な特産品として諸国へ売りに出され、全国の和菓子や郷土菓子の発展に大いなる貢献を果たした。

## 製法
現代における和三盆糖の製糖方法は、昔ながらの伝統的な製法と、機械化を推し進めた近代的な製法に大別される。
和三盆糖の原料となるサトウキビは、地元産の在来品種「竹糖（ちくとう・たけとう）」という品種が用いられてきたが、気候の変化や収穫方法の機械化などで必ずしもそうではなくなっている。地元では細黍（ほそきび）と呼ばれる温帯での生育に適した竹糖は、イネ科「シネンセ種 (Saccharum sinense)」に属し、熱帯地方で一般的に栽培されるサトウキビのオフィシナルム種 (Saccharum officinarum) とは異なる栽培種であるが、その優位性を論理的に説明できる業者はおらず、宣伝のための一部業者の一方的な主張だと思われる。
和三盆糖に欠かせない品種と言われているが、その糖度は一般的な品種よりも低く、むしろ優れたさとうきびではないという見解もあり、後述されているグラニュー糖の使用は低い糖度を補うためではないかと考えられる。晩秋に収穫した茎を搾って汁を出した後、石灰を使用するなどして中和を行い、ある程度まで精製濾過したのち結晶化させる。こうして結晶化させた原料糖は白下糖（しろしたとう）といい、成分的には黒砂糖とほぼ同じ「含蜜糖」である。結晶化の際に、結晶力の弱い糖汁は、その糖度調整のためにグラニュー糖などの砂糖を添加することがある。この糖度調整により、本来サトウキビの糖汁のみで得られるはずだった白下糖よりも多くの白下糖を造り出すことが可能になり、品質は安定し、不安定な供給も回避できる。
そして白下糖を盆の上で適量の水を加えて練り上げて、砂糖の粒子を細かくする「研ぎ」という作業を行った後、研いだ砂糖を麻の布に詰め「押し舟」という箱の中に入れて重石をかけ圧搾し、黒い糖蜜を抜いていく。この作業を「分蜜」という。この一連の工程を何度か繰り返し、最後に1週間ほどかけて乾燥させ完成となる。昔はこの「研ぎ」を盆の上で3度ほど行っていたことから「和三盆」と名付けられたといわれている。
現在では、当時の製法のままに押し船で分蜜を行う製糖所と、遠心分離機で機械的に分蜜を行う製糖所に分かれているとされている。
讃岐和三盆と阿波和三盆では、その工程数や製法などの違いから、それぞれ和三盆糖に含まれる糖蜜の抜け具合が異なっており、それは見た目の白さや、口にした際の糖蜜の風味などに違いが現れている。
5回以上「研ぎ」と「分蜜」を行うことで、より白くしていると言われるが、讃岐和三盆は、「讃岐三白（さぬきさんぱく）」と呼ばれる香川の特産品の一つとなっている。
なお和三盆には、原材料や製法に明確な規定が無いため、現在ではグラニュー糖や竹糖ではないサトウキビを原材料として製造されたものも存在する。これは粉体製品の原材料表示を見た際に「砂糖黍（サトウキビ）、砂糖」といったように表記されているが、サトウキビの非可食部重量も含むため、実際の重量は「砂糖、砂糖黍（サトウキビ）」である場合が多く、「白下糖（原料糖）」と表示されているケースは使用している砂糖の重量を意図的に隠す思惑がある。このような不透明性のある表示が多くみられるため、「砂糖黍（サトウキビ）」のみを原材料とする粉体製品にも注意が必要である。
沖縄でも和三盆と称した商品が作られているが、研ぎや分蜜ではなく粉砕や攪拌で黒糖を白くしており、香川県や徳島県の和三盆糖とは似て非なるものである。

## 菓子としての和三盆
こうして出来上がった和三盆糖は、粉砂糖に近いきめ細やかさを持ち、甘さがくどくなく後味がよいため、和菓子の高級材料として使用される。また、口溶けのよさと風味のよい甘さから、和三盆そのものを固めただけの菓子が存在し、干菓子の代表格となるほどである。代表的なものとしては、菓子木型を使用した打ちもの、球状に押し固めた和三盆を和紙に包んで羽根つきの羽根に似せたもの、懐紙に包んで懐に入れて持ち歩けるものなどがある。
しばしば和三盆の干菓子のことを落雁と呼ぶ人がいるがこれは誤りで、落雁は米粉などの澱粉質が主な材料であるのに対し、和三盆は基本的には着色料を除き和三盆糖100%のものを指す。しかし近年ではつなぎの役割としてデンプンや水飴を使用するなど、混ぜ物をしたものも多いが、和三盆として売られているのが実情である。

## 糖蜜
和三盆糖精製の過程で発生する糖蜜（廃糖蜜とも呼ばれる）は、サトウキビ由来の糖分やミネラル分が多く残されることから、料理や製菓に使用されることも多い。海外ではモラセスと呼ばれており、ラム酒の原材料としても使用される。日本国内でもこの和三盆糖精製時に発生する糖蜜を使用したラム酒造りが行われている。
また、この廃糖蜜にグラニュー糖などの精製糖と水とを適宜所望の割合で混合し、加熱・濃縮して白下糖と同等の含蜜などの状態を造り出す合成白下糖の製造法が特許としても公開されており、これによると理論上数十倍の和三盆を廉価に製造することが可能になるが、黒糖よりも加工黒糖が広く好まれるケースがあるように、さとうきびだけから作った白下糖とは違う風味を持ち、むしろこちらから作り上げた和三盆糖の方が一般受けすると主張する業者もある。

## 和三盆と加工糖
和三盆は精糖の作業が複雑な上、寒冷時にしか造ることができず、白下糖から和三盆を造ると全量の4割程度に目減りすると言われていたが、途中で原料に上白糖やグラニュー糖、黒糖などを追加し、年中作られているようである。とはいえ、国内での製糖には多大な手間が掛かることに変わりはなく、砂糖の小売価格としては最も高価な部類に属する。たとえば、服部製糖所が発売している『大無類和三盆』は100 g入りで1620円もする。このレートで単純計算すれば1キログラム当たり16200円もするため、一般の料理・菓子作りの材料として馴染みのある上白糖・三温糖・グラニュー糖といった、1キログラム当たり200円程度で購入できる砂糖とは比較にならないほど高いことから、一般購買者向けの売れ筋商品には成り得ない。このことから、安価なばいこう堂の和三盆以外はスーパーマーケットなどでは取り扱っていないことが多いが、2000年代以降はインターネット通販の普及によって大半のメーカーの品物は一般にも容易に入手できる。価格は製糖所にもよるが、和三盆糖はどの製糖所のものも総じて非常に高額であるため、一般購買者向けにはキロ入りのものはほとんど流通していない。このため、和三盆の代わりとして白下糖に成分の似た粗糖などを使い、類似の砂糖を工業的に製造して業務用に販売する、和菓子用の加工糖もある。

## 代表的産地

### 讃岐和三盆
香川県東かがわ市引田、さぬき市津田町
- 三谷製糖羽根さぬき本舗[11] - 同社の社名の一部にもなっている羽根つきの羽根を模した「羽根さぬき」や、和三盆糖に抹茶を纏わせた「茶毬（ちゃまり）」という商品が有名である。
- ばいこう堂[12] - ばいこう堂は大阪に本社を置く企業で、2014年に新設された同社の引田工場では年間およそ500トンの和三盆糖が製造されている[13]。和三盆に発音が似た「和三宝（わさんぼう）」という名称が引田で見られるが、これは、ばいこう堂による商標名である。2016年の日経新聞によると引田工場で600トンのさとうきびを扱っている。
- 山田製糖 - この製糖所では和三盆になる手前の状態である白下糖までの生産を行っている。この白下糖は同県の銘菓である瓦せんべいの原材料として使用されている[14]。

### 阿波和三盆
徳島県板野郡上板町、板野町、阿波市
- 岡田製糖所[15] - 阿波和三盆の中では特にこの岡田製糖所のものが有名である。理由は服部製糖所のものと比較すると格段に安いことに加え、品質としての精度が高いことが挙げられる。徳島県内の土産物店にも100 gの小袋で売られているが、和三盆では通常見られない1キログラム入りのものも取り扱いがある。地元の人間が土産として使うものとしてはピンクと白の半球を合わせ和紙で包んだものの詰め合わせなどが有名である。
- 服部製糖所 - G20大阪サミットで使用された最上質和三盆「大無類和三盆」が有名である。これは非常に高価であり、上述したように100g入りで1620円もするため、価格面では他の製糖所のものとは比較にならない。そのため、1キログラム入りのものはおろか、500 g入りのものさえ商品化されていないが、業務用和三盆の価格では大きな差はないようである。
- 友江製糖所
- 影山製糖所
- 徳島産業